# 아이야 안드레예바
아이야 안드레예바(Aija Andrejeva, 1986년 1월 16일 ~ )는 라트비아의 가수이다. 유로비전 송 콘테스트 2010에서 라트비아 대표로 참가했다.